# Otto Ohlendorf

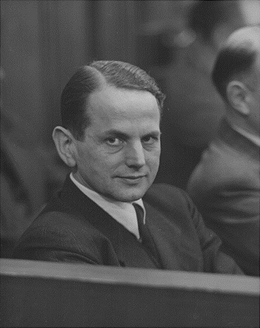
Otto Ohlendorf på de anklagades bänk i Nürnberg.

Otto Ohlendorf, född 4 februari 1907 i Hoheneggelsen i Söhlde, Niedersachsen, död 7 juni 1951 i Landsberg am Lech, Bayern, var en tysk SS-Gruppenführer (generallöjtnant). Han var från juni 1941 till juli 1942 befälhavare för Einsatzgruppe D, den mobila paramilitära insatsstyrka som under andra världskriget opererade i det av Tyskland ockuperade Ukraina. Ohlendorf var även chef för inrikesavdelningen (Amt III) vid Reichssicherheitshauptamt, Nazitysklands säkerhetsministerium.
Efter kriget ställdes Ohlendorf inför rätta vid Einsatzgruppenrättegången. Rätten ansåg honom vara skyldig till massmord och dömde honom till döden genom hängning.

## Biografi
Otto Ohlendorf föddes i Hoheneggelsen 1907 och var yngst av fyra barn. Han gick tre år i folkskola och nio år på läroverk. Han gick tidigt med i Deutschnationale Volkspartei. När det blev dags för studentexamen misslyckades han första gången. Vid det andra tillfället hade han gått med i Nationalsocialistiska tyska arbetarepartiet (NSDAP) och var upptagen med politiska åtaganden. Ohlendorf avlade emellertid så småningom studentexamen och studerade sedan rättsvetenskap och statsvetenskap vid universiteten i Leipzig (1928–1929) och Göttingen (1929–1931). Senare studerade han världsekonomi under professor Jens Jessen vid Kiels universitet. Som utbytesstudent tillbringade Ohlendorf ett år vid Pavias universitet, där han bland annat studerade fascismens korporatism och syndikalism. Ohlendorf inledde doktorandstudier i ekonomi 1932 men övergav dessa året därpå, då han anställdes av professor Jessen som assisterande direktor vid Institut für Weltwirtschaft i Kiel.
Genom professor Jessens förmedling blev Ohlendorf 1936 ekonomisk rådgivare och medarbetare åt professor Reinhard Höhn, som var avdelningschef inom SD-Hauptamt, Sicherheitsdiensts (SD) dåvarande huvudorgan. Tillsammans med Höhn organiserade Ohlendorf SD:s inrikesavdelning.

### Operation Barbarossa
I gryningen den 22 juni 1941 anföll Tyskland sin tidigare bundsförvant Sovjetunionen och inledde den omfattande Operation Barbarossa. Enligt Tysklands Führer Adolf Hitler innebar kriget mot Sovjetunionen ett ideologiskt förintelsekrig och den ”judisk-bolsjevikiska intelligentian” måste elimineras. Efter de framryckande tyska arméerna följde Einsatzgruppen, mobila insatsgrupper. Chefen för Reichssicherheitshauptamt, Reinhard Heydrich, gav insatsgrupperna i uppdrag att mörda judar, romer, partisaner, politiska kommissarier (så kallade politruker) och andra personer som ansågs hota Tredje rikets säkerhet. Beträffande insatsgruppernas massmord på judar mördades initialt endast män, men i augusti 1941 gav Reichsführer-SS Heinrich Himmler order om att massmordet även skulle inbegripa kvinnor och barn. Mellan juni och december 1941 mördades mellan 500 000 och 800 000 judiska män, kvinnor och barn.
Ohlendorf utnämndes till befälhavare för Einsatzgruppe D, som följde Armégrupp Süd under generalfältmarskalk Gerd von Rundstedt. Insatsgruppen opererade i Bessarabien, södra Ukraina, på Krim och i Kaukasus med Sonderkommando 10a, 10b, 11a och 11b samt Einsatzkommando 12. Under Ohlendorfs befäl mellan juni 1941 och juli 1942 mördade Einsatzgruppe D omkring 90 000 judiska män, kvinnor och barn. En källa anger siffran 91 728. I början av 1942 gav Ohlendorf order om att kvinnor och barn skulle avrättas i gasvagnar.
I slutet av 1943 utnämndes Ohlendorf till ställföreträdande statssekreterare vid ekonomiministeriet, där han fick i uppdrag att samordna planeringen av den tyska ekonomin efter kriget. Ohlendorf samarbetade med bland andra Ludwig Erhard. Ohlendorf menade, att den tyska efterkrigsekonomin behövde lösgöra sig från byråkrati och istället satsa på ett aktivt och djärvt företagande.

### Efter andra världskriget
Efter Tysklands villkorslösa kapitulation i maj 1945 greps Ohlendorf tillsammans med medlemmarna i Dönitzregeringen. Den 3 januari 1946 inkallades han som åklarsidans vittne vid Nürnbergprocessen. I detalj skildrade Ohlendorf bland annat Einsatzgruppe D:s arkebuseringar i Ukraina. Den huvudåtalade, Hermann Göring, reagerade på vittnesmålet och menade att det var onödigt utförligt.
I slutet av september 1947 inleddes Einsatzgruppenrättegången vid vilken Ohlendorf var den huvudåtalade bland tjugofyra före detta medlemmar i Einsatzgruppen. Ohlendorf försvarade sig bland annat med att han själv aldrig dödat någon utan endast utfört order från högre ort. Han visade ingen ånger för sina gärningar och beskrev det egna manskapets psykiska lidande vid verkställandet av massarkebuseringar. Den 10 april 1948 dömdes Ohlendorf och tretton andra åtalade till döden genom hängning. Efter en rad nådesansökningar avrättades han genom hängning tillsammans med sex andra dödsdömda krigsförbrytare den 7 juni 1951, däribland Paul Blobel, Werner Braune, Erich Naumann och Oswald Pohl. De avrättades i Landsbergfängelset i Landsberg am Lech i Bayern.

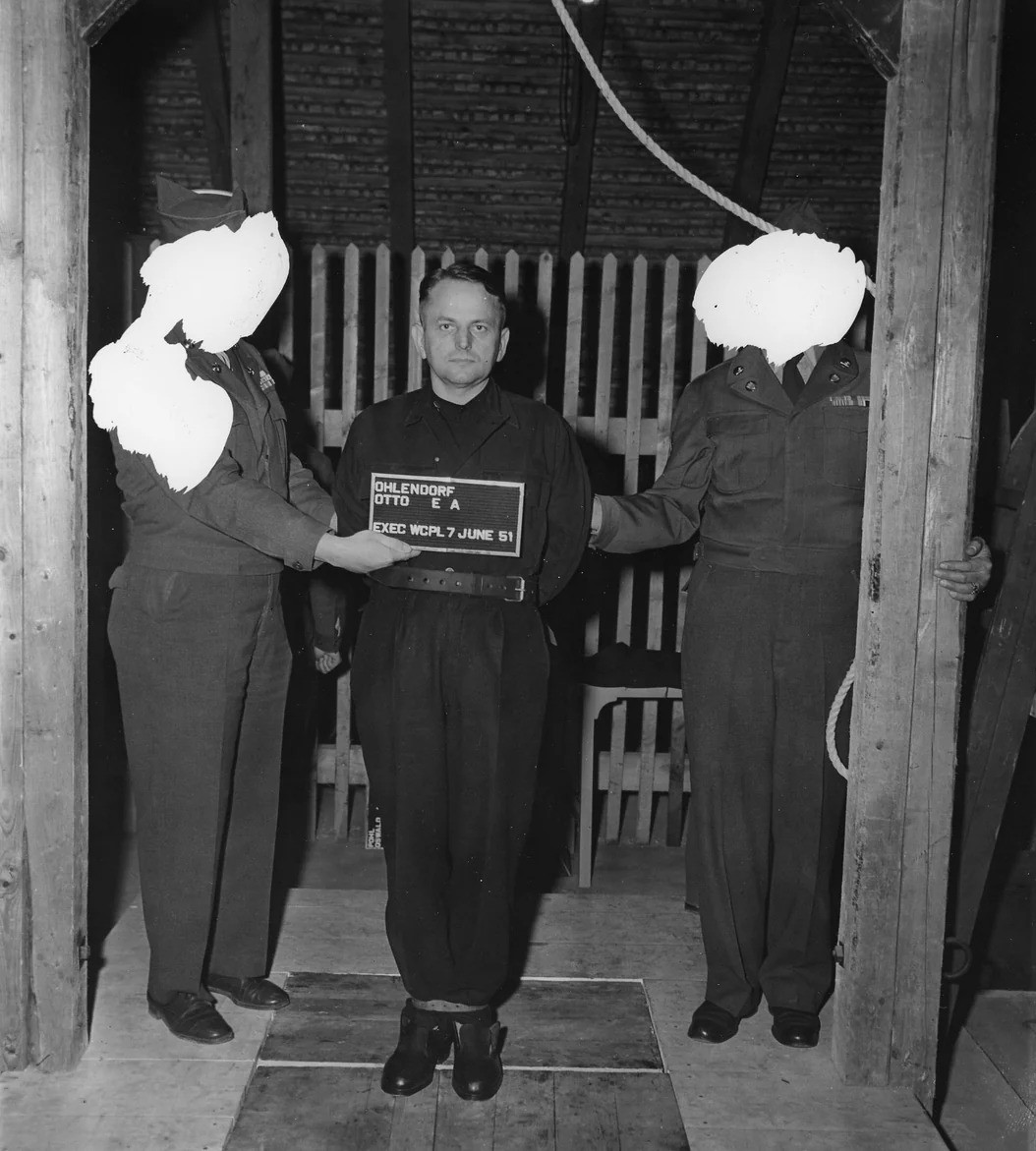
Otto Ohlendorf inför avrättningen.

I sitt domslut beskriver rätten Ohlendorf å ena sidan som en administratör, sociolog, vetenskapsman och människovän och å den andra som en hänsynslös massmördare och drar paralleller till Robert Louis Stevensons roman Dr. Jekyll och Mr. Hyde.

## Samtal med Goldensohn
Den amerikanske psykiatern Leon Goldensohn (1911–1961) utsågs till fängelsepsykiater i Nürnberg efter andra världskrigets slut. Från januari till juli 1946 övervakade han den psykiska hälsan hos de 21 män som stod åtalade inför den internationella militärtribunalen. Han noterade även deras kroppsliga besvär. Goldensohn intervjuade även några av åklagarsidans och försvarets vittnen. Goldensohn frågade Ohlendorf om han själv bevittnat insatsgruppens avrättningar av män, kvinnor och barn i Ukraina. Ohlendorf uppgav att det rörde sig om två gånger. Hans uppgift var att tillse att avrättningarna sköttes så humant som möjligt.
| ” | Judarna stod upprätt, i led, och sköts på gängse militärt manér. Jag såg till att inga skändligheter eller våldsamheter förekom. | „ |

Ohlendorf påstod för Goldensohn, att han hade vägrat lyda order två gånger, men att han den tredje gången av Heydrich hade tvingats att lyda. Goldensohn noterade att Ohlendorf lade skulden för massmorden på Heydrich och att han endast kände en formell skuld. Goldensohn beskriver Ohlendorf vidare:
| ” | [Ohlendorf] ser ut som ett utbränt spöke och hans samvete, om man nu kan kalla det så, är skinande rent och fullständigt innehållslöst. Bristen på affekt är uppenbar, men inte anmärkningsvärd i klinisk mening. | „ |

## Populärkultur
Otto Ohlendorf förekommer i Jonathan Littells roman De välvilliga.

## Befordringshistorik
- Hauptsturmführer: 9 juli 1936
- Sturmbannführer: 20 april 1937
- Obersturmbannführer: 9 november 1938
- Standartenführer: 1 januari 1940
- Oberführer: 9 november 1941
- Brigadeführer och generalmajor i polisen: 16 juli 1942
- Gruppenführer och generallöjtnant i polisen: 9 november 1944

## Utmärkelser
- Krigsförtjänstkorset av första klassen med svärd
- Krigsförtjänstkorset av andra klassen med svärd (för befälet över Einsatzgruppe D)
- NSDAP:s partitecken i guld
- NSDAP:s tjänsteutmärkelse i silver
- NSDAP:s tjänsteutmärkelse i brons
- SS tjänsteutmärkelse
- SS Hederssvärd
- SS-Ehrenring (Totenkopfring)